# Berenicea arctica
Berenicea arctica is een mosdiertjessoort uit de familie van de Bereniceidae. De wetenschappelijke naam van de soort is voor het eerst geldig gepubliceerd in 1946 door Kluge.